# Thoracochromis bakongo
Thoracochromis bakongo és una espècie de peix pertanyent a la família dels cíclids i a l'ordre dels perciformes.

## Descripció
Fa 10,8 cm de llargària màxima.

## Reproducció
És de fecundació externa i les femelles incubadores bucals.

## Alimentació
El seu nivell tròfic és de 3,01.

## Hàbitat i distribució geogràfica
És un peix d'aigua dolça, bentopelàgic i de clima tropical (4°S-15°S), el qual viu a Àfrica: els corrents i rierols més petits de la conca inferior del riu Congo (incloent-hi el riu Lukunga) a la República Democràtica del Congo.

## Observacions
És inofensiu per als humans, el seu índex de vulnerabilitat és baix (12 de 100) i les seues principals amenaces són l'erosió causada per les activitats agrícoles i la pesca.